# Guariento di Arpo
Guariento di Arpo, nesprávně někdy uváděn jako Guerriero (přibližně 1310–1370), byl italský gotický malíř. Jeho příjmení di Arpo se vztahuje k otci, nikoli k místu narození.

## Život
Jako místo narození se uvádí Piove di Sacco. Umělec pracoval mezi lety 1338–1367 v Padově pro pány z Carrary a také v Benátkách a Bolzanu. Roku 1338 namaloval fresky v Kostele poustevníků v Padově (Chiesa degli Eremitani) a mezi lety 1340–45 je potvrzena jeho práce pro padovský kostel sv. Františka. Roku 1951 zhotovil fresku v kostele sv. Augustina (hrobka Ubertino a Jacopo I. Da Carrara). Kolem roku 1357 vyzdobil freskami soukromou kapli a lodžii Královského paláce pánů z Carrary v Padově (Palazzo Carrara).
Od roku 1361 pracoval v Benátkách, nejprve v apsidě baziliky svatých Jana a Pavla (hrob dóžete Dolfina). Roku 1365 u něj dóže Marco Corner objednal fresku pro sněmovní místnosti Velké rady v Dóžecím paláci.
V první polovině 70. let 14. století vytvořil fresky v kněžišti a apsidě kostela Poustevníků v Padově. Je pohřben v kostele San Bernardino v Padově.
Žákem a spolupracovníkem Guarienta di Arpo byl benátský malíř Niccolò Semitecolo, autor návrhu mozaiky Posledního soudu na Zlaté bráně katedrály sv. Víta.

## Dílo

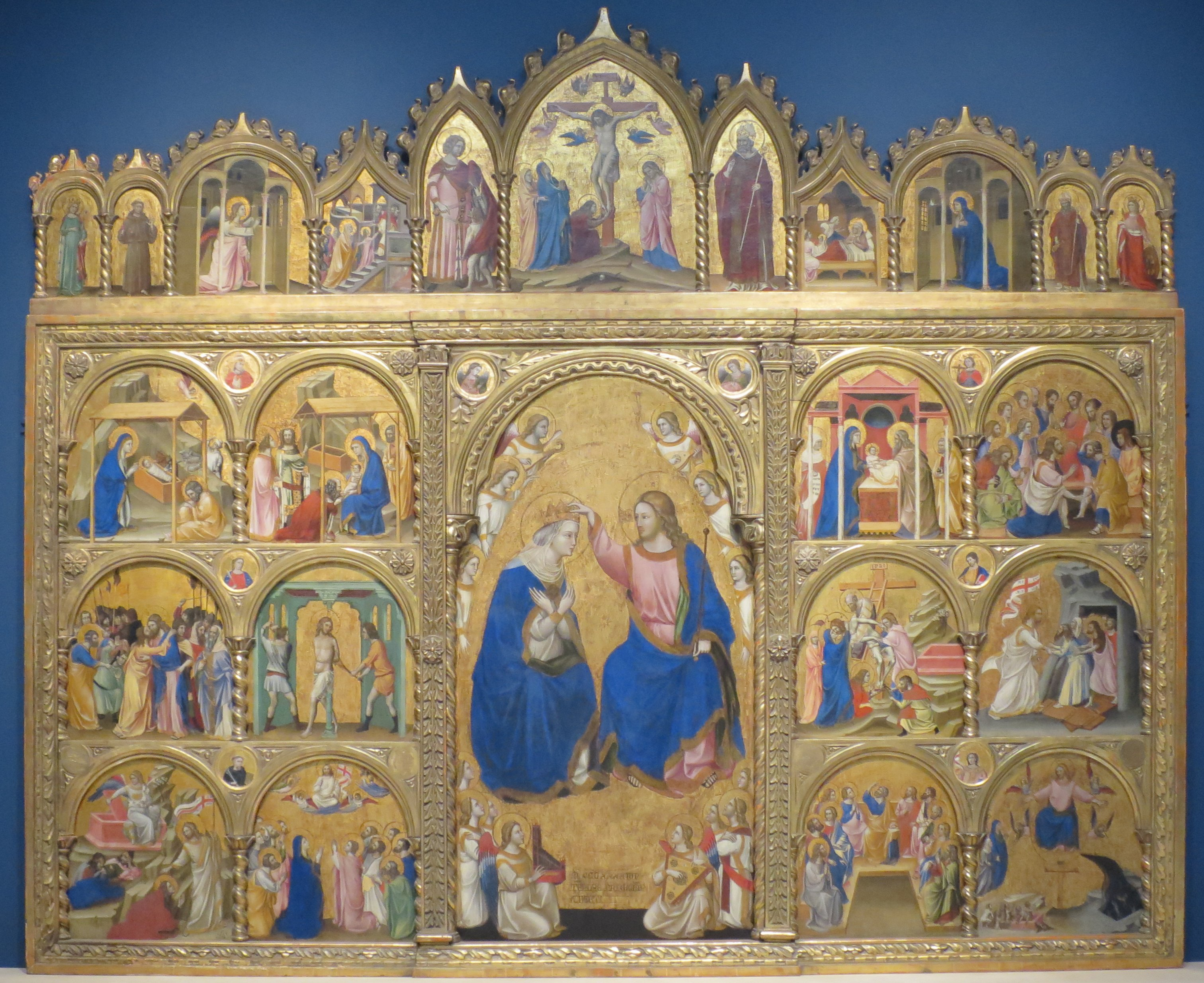
Guariento di Arpo, Oltář s korunovací Marie (1344), Norton Simon Museum

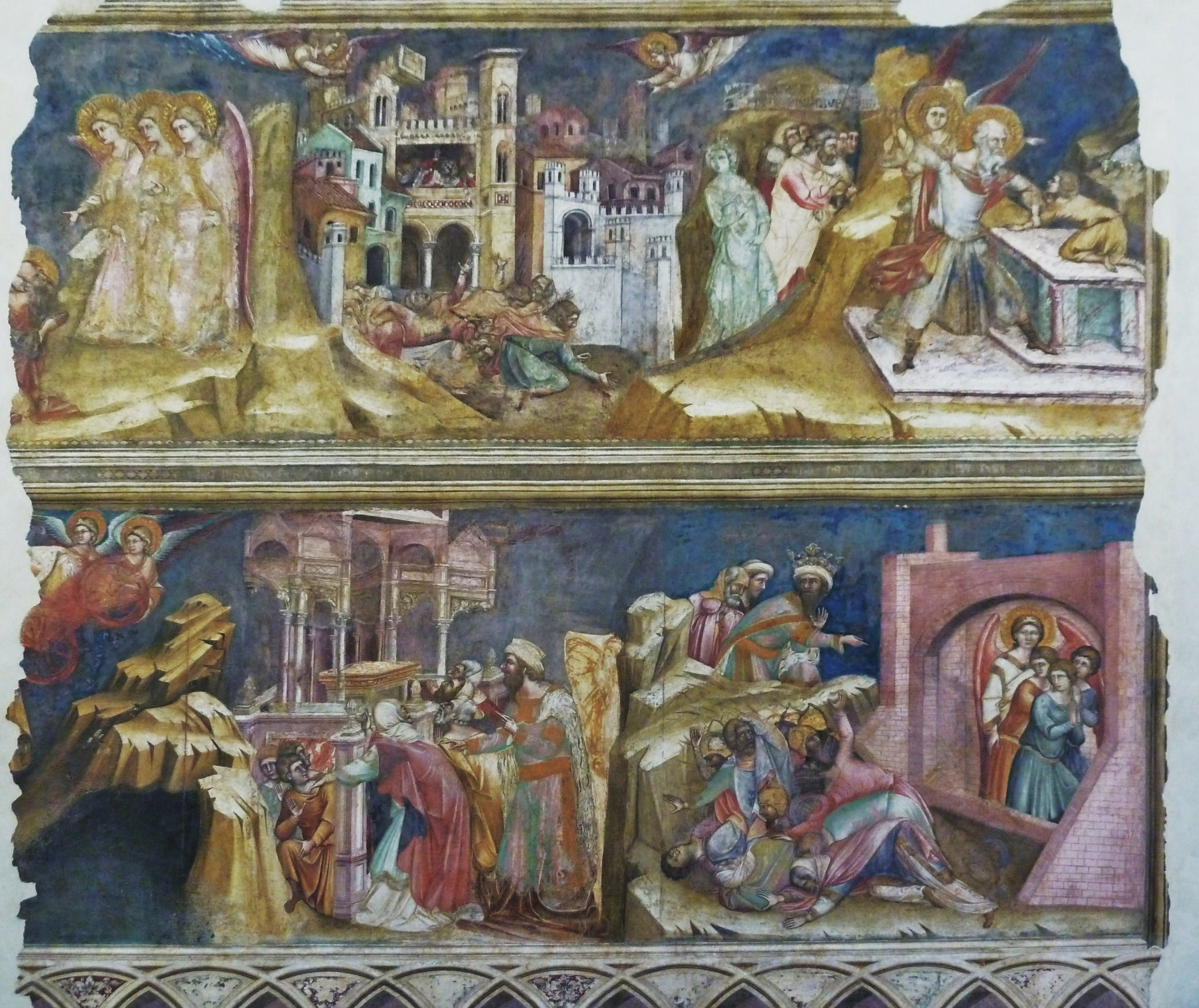
Fresky v lodžii paláce La Reggia Carrarese, Padova

V díle Guarienta di Arpo, podobně jako u Paola Veneziana, který byl zhruba o 10 let starší, je přítomná benátská byzantská tradice, patrná v bohatství dekorací, hieratickém uspořádání figur, kaligrafické kresbě vlasů a typologii tváří. Zároveň se u něj objevují realistické prvky v prostorové struktuře trůnu a snaha o individualizaci portrétů.
Jeho figury, vycházející z obvyklých gotických vzorů a středověké angelologie, jsou protáhlé ve tvaru písmene "s", s bohatě řasenými oděvy, ale jejich plasticita již odráží vliv Giottovy školy. Na Guarientových freskách ze 70. let 14. století v padovském Kostele poustevníků jsou v narativních scénách s životy svatých realisticky zachycené výhledy do krajiny. Nevzdaluje se sice tradičním gotickým schématům, ale ve vedení kresby a barevnosti jsou zdůrazněny dramatické aspekty děje.
Stylizací mužských hlav navazuje na Guarienta di Arpo a jeho žáka Niccolò Semitecola autor fresek v ambitu kláštera Na Slovanech, označovaný jako Mistr emauzského cyklu.

### Známá díla
- 1332 Krucifix pro kostel sv. Františka, nyní v Museo Civico de Bassano del Grappa
- 1338 Fresky se scénami ze života sv. Augustina, chór Kostela poustevníků v Padově. (fresky byly těžce poškozeny při bombardování roku 1944)
- 1344 Nanebevstoupení Páně, Collection Vittorio Cini, Benátky
- 1344 Deskový oltář s korunovací Panny Marie, původně pro katedrálu v Piove di Sacco, nyní v Norton Simon Museum

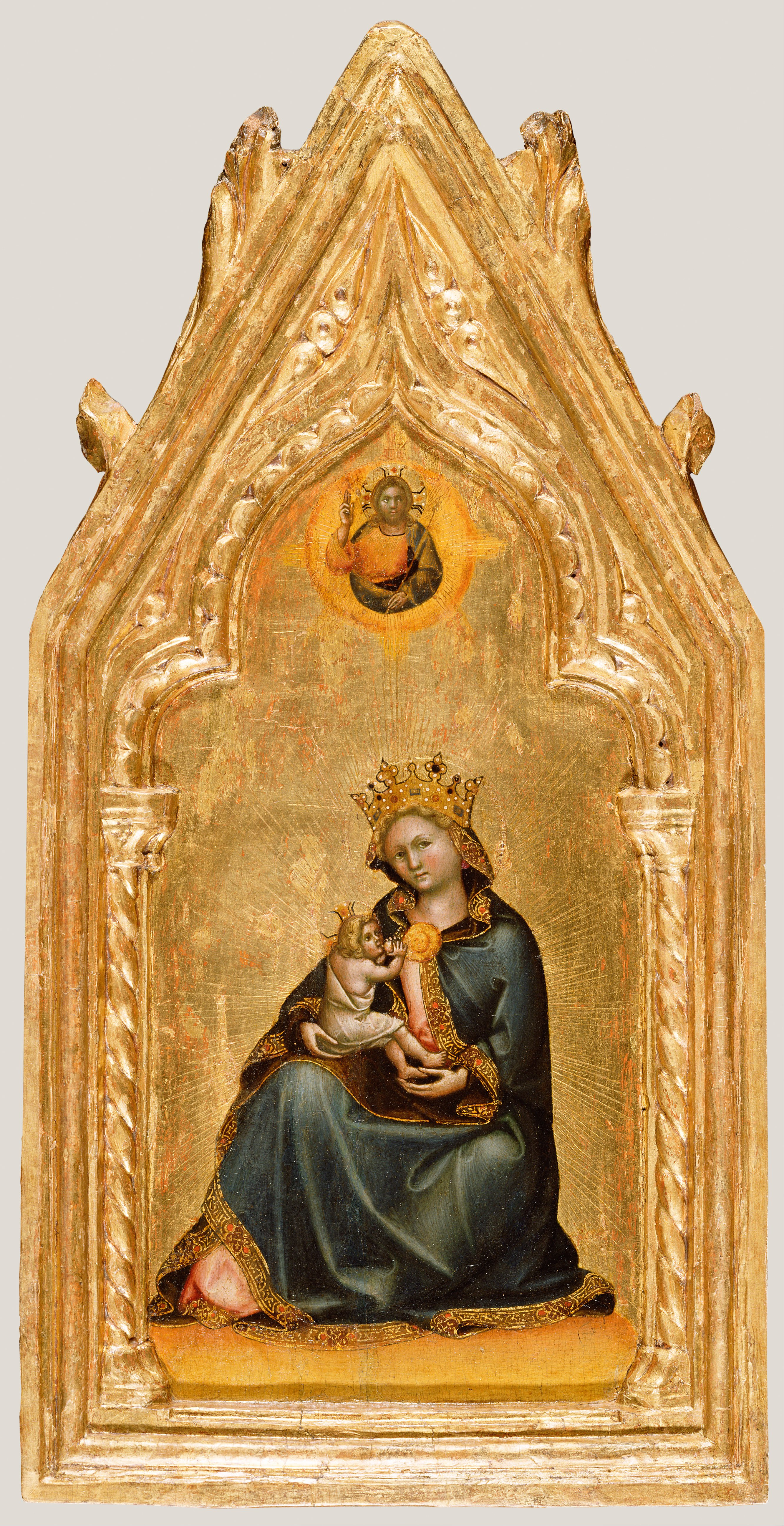
Madonna humilitas, Paul Getty Museum

- 1345 Madonna humilitas, Paul Getty Museum, Malibu
- 1351 Fresky pro hrobku Ubertino a Jacopo I. Da Carrara
- 1350–55 deskové obrazy s Pannou Marií, sv. Matoušem a 25 anděly - nebeskou hierarchií pro Palác Carrara, nyní v Museo Civico of Padua
- 1357 fresky v lodžii Paláce Carrara ( příběhy Starého zákona), Padova, část zachována a přenesena do Museo d'arte medievale e moderna di Padova
- 1361 Ctnost, monochromní malba, apsida v basilica dei Santi Giovanni e Paolo, Benátky
- 1361–65 Bitva u Spoleta, Dóžecí palác, Benátky
- 1365 Ráj (Paradiso), freska s Korunovací Panny Marie a hierarchií nebes, Sala del Maggior Consiglio, Dóžecí palác, Benátky, roku 1577 těžce poškozena požárem
- fresky v Dominikánském kostele v Bolzanu, kaple sv. Mikuláše (San Nicola), dnes zničeno
- freska v kostele San Lorenzo, Vicenza
- Křídlový oltář: Ukřižovaný Kristus, andělé a světci, diecézní muzeum, Milán
- Trůnící Madona s dítětem, Courtauld Institute, London
- Panna Maria s Ježíškem, Metropolitan Museum of Art, New York
- Krucifix, Fogg Art Museum, Cambridge, Massachusetts